# Onthophagus fissicornis
Onthophagus fissicornis är en skalbaggsart som beskrevs av Christian von Steven 1809. Onthophagus fissicornis ingår i släktet Onthophagus och familjen bladhorningar. Inga underarter finns listade i Catalogue of Life.